# 格伦·埃勒
沃尔顿·“格伦”·埃勒（英語：Walton "Glenn" Eller，1982年1月6日—）生于休斯敦，美国飞碟射击运动员。
埃勒参加了三届奥运会，并且在2008年北京奥运会上夺得飞碟双多向项目的金牌。